# Thekla von Baudissin
Thekla Ernestine Josephine Sigismunda Elisabeth von Baudissin (Knooper Linie) (* 25. Dezember 1812; † 13. September 1885) war eine deutsche Schriftstellerin.
Ihre Eltern Graf Christian Karl von Baudissin (1790–1868) und Anna Margarete Henriette Kunniger (1788–1864) stammten aus Sachsen und hatten 1810 in Dresden geheiratet. Thekla von Baudissin kam 1812 als zweites von 13 Geschwistern zur Welt. Im Jahr 1816 zog die Familie nach Greifswald um.
Von Baudissin schrieb unter dem Pseudonym Tante Ernestine. Sie veröffentlichte unter anderem in Isabella Brauns Jugendblättern für christliche Unterhaltung und Belehrung und in Thekla von Gumperts Töchter-Album.
Ihre Geschwister Wolf (1812–1887), Ulrich (1816–1893), Asta und Adelbert wurden wie sie schriftstellerisch tätig. Die Schriftstellerin Caroline Adelheid Cornelia von Baudissin war ihre Großmutter.

## Werke
- Englische Sprach-Lehre. Beck, Wien 1846. (2. Ausgabe 1865)
- Lebensgeschichte des Canarienvogels Bibi. 1860. (Erzählung)[1]
- Buntes A – B – C. Von Tante Ernestine <[d. i.] Gräfin Thekla von Baudissin>. Mit Illustr. von Franz Graf von Pocci. Wien, Pichler 1861 (1860?). 30 S. (Neuauflage, Mikrofiche. München, Sauer 1994. Bibliothek der dt. Literatur, Fiche 9509. )